# Frederik van Massow
Frederik van Massow (Rembang, 13 november 1798 - Zoeterwoude, huis Rhijnvreugd, 27 december 1876) was tot 1837 een lid van de Nederlandse adel en een van de weinige personen die sinds 1816 uit de adel zijn geroyeerd.

## Familie
Van Massow, lid van de familie Van Massow, stamde uit een oud-adellijk geslacht uit Pommeren. Hij was een zoon van Godefridus van Massow (1761-1818), onderkoopman bij de VOC, en Maria Catherina Frederica (de) Vignon (1773-1844). Zijn vader werd in 1817 verheven in de Nederlandse adel waardoor hij jonkheer werd. Hij trouwde in 1825 met Adriana Hendrika Johanna barones van Reede van Oudtshoorn (1804-1834) uit welk huwelijk vier kinderen geboren werden.

## Biografie
Van Massow promoveerde in de rechten in 1821. Hij bleek ontevreden met het aan zijn vader (en hem) verleende adellijke predicaat en meende dat hij recht had op de titel van baron. Hij kreeg in 1822 bij KB toestemming om binnen een jaar zijn aanspraken op de baronnentitel te bewijzen. Toen dit niet lukte vroeg hij royement uit de Nederlandse adel aan, wat hem bij koninklijke dispositie van 16 januari 1837 werd verleend. Daarmee werden hij en zijn nog levende kinderen uit de adel uitgeschreven. Het Staatsblad van 1843 meldde in de bijlage met "mutatiën" over Van Massow: "Op deszelfs verzoek om voor hem en zijne afstammelingen niet meer te behooren tot den Nederlandschen adelstand, van de registers geroijeerd".
Van Massow publiceerde in 1838 een brochure ter verdediging van zijn aanspraken daar hij van mening was dat het equivalent van het Duitse predicaat van "Heer" dat van het Nederlandse "Baron" was, maar de Hoge Raad van Adel niet meer dan de "titel van Jonkheer opdringen, die aan een 'eenvoudig' edelman competeert".
In 1844 werd aan zijn ongehuwde broer wel de titel van baron op allen verleend. Over zijn broer publiceerde hij Broedermoord.